# Церковь Святых Николая и Александры (Ницца)
Церковь святителя Николая и мученицы Александры — храм Западно-Европейской архиепископии Румынской православной церкви, расположенный в Ницце. Достопримечательность Лазурного побережья и Ниццы. Первый православный храм в городе и первый в Западной Европе приходской русский храм (не считая домовых храмов).

## История
Инициатором строительства выступила вдовствующая императрица Александра Фёдоровна, супруга императора Николая I, которую поддержали русские, находившиеся на лечении в Ницце. 20 ноября 1856 года на вилле Авигдор, которую она арендовала,  была открыта временная домовая церковь. Императрицы сделала первый взнос в 8000 франков на строительство храма, на который был приобретен участок земли, а к концу 1857 года русская колония собрала сумму в 48 тысяч франков, вполне достаточную для начала строительства.
2 мая 1857 года российский посланник в Турине граф Эрнест Штакельберг купил участок площадью в один гектар болотистой земли. Продавая под православный храм землю, местные власти выдвинули условие — не помещать на нём колоколов и не устраивать вокруг него кладбища. Храм на 200 человек, согласно проекту Кудинова, больше походил на церковный дом, ибо не имел ни купола, ни архитектурных украшений. В ходе строительства проект был изменён местным архитектором Барайя, который увеличил высоту здания, расширил его по бокам, снабдил орнаментальной отделкой и куполом, что придало всей постройке храмовый вид.
2 декабря 1858 года состоялась торжественная закладка храма, которую совершило духовенство русских военных кораблей, стоявших на рейде соседнего порта Вилла-Франка в присутствии генерал-адмирала великого князя Константина Николаевича, великой княгини Александры Иосифовны, великой княгини Екатерины Михайловны, великого князя Николая Константиновича, великого герцога Георгия Мекленбург-Стрелицкого, российского посланника и городских властей. Храм стоили быстро, стараясь успеть к приезду вдовствующей императрицы на зимний сезон 1859-1860 гг.
Освящение храма состоялось 31 декабря 1859 г. в присутствии великой княжны Марии Николаевны, дочери императора Николая I, впоследствии принцессы Баденской, русских дипломатов и русской общественности.
Приход храма первоначально был в ведении Святейшего синода и митрополита Санкт-Петербургского; с 1921 года — назначенного патриархом Тихоном архиепископа Евлогия (Георгиевского). С 1931 г. пребывал во "временной" юрисдикции Константинопольского патриархата (Экзархат приходов русской традиции в Западной Европе).
9 ноября 2019 года стало известно, что приход перешёл в Румынскую православную церковь.
25 февраля 2021 года суд в Ницце признал право собственности на храм за культовой ассоциацией ACOR (Association cultuelle orthodoxe russe), приняв во внимание тот факт, что храм, как и русское кладбище в Ницце, находятся в распоряжении ACOR с 1927 г. При этом суд согласился с аргументами российской стороны по поводу трех земельных участков рядом со Свято-Николаевским собором, который был признан собственностью России тремя инстанциями французских судов в 2010-2013 гг..
24 апреля 2025 года апелляционный суд в Экс-ан-Провансе признал Российскую Федерацию единственным законным собственником храма св. Николая и св. Александры.

## Архитектура, убранство
Резной дубовый трёхъярусный иконостас выполнен в Санкт-Петербурге по эскизам члена Императорской академии художеств И. И. Горностаева и является даром императрицы Александры Фёдоровны. Все образы иконостаса были написаны в стиле византийских фресок профессором Васильевым.